# 28729 Moivre
28729 Moivre è un asteroide della fascia principale. Scoperto nel 2000, presenta un'orbita caratterizzata da un semiasse maggiore pari a 2,2451098 UA e da un'eccentricità di 0,1070894, inclinata di 3,55371° rispetto all'eclittica.